# Mandideep
Mandideep é uma cidade e um município no distrito de Raisen, no estado indiano de Madhya Pradesh.

## Demografia
Segundo o censo de 2001, Mandideep tinha uma população de 39,898 habitantes. Os indivíduos do sexo masculino constituem 56% da população e os do sexo feminino 44%. Mandideep tem uma taxa de literacia de 65%, superior à média nacional de 59.5%: a literacia no sexo masculino é de 73% e no sexo feminino é de 56%. Em Mandideep, 18% da população está abaixo dos 6 anos de idade.